# 102
Năm 102 là một năm trong lịch Julius. 

## Sự kiện
- Lucius Julius Ursus Servianus và Lucius Licinius Sura trở thành Quan chấp chính.
- Cổng Portus được mở rộng.

## Mất
- Giáo hoàng Clêmentê I (ngày truyền thống)
- Ban Siêu, tướng triều đại Nhà Hán (b. 32)